# Крачковський Броніслав
Бронісла́в Крачко́вський (? — 1941) — український офіцер, учасник Другої світової війни.
Нагороджений трьома британськими медалями за участь у бойових діях під час Другої світової війни на відзнаку служби під час нацистського вторгнення в Польщу.
Крачковський служив у збройних силах Польщі.
Після капітуляції Польщі він перебрався до Сирії та продовжив службу у військах союзників у Північній Африці. Саме за цей період його участі у війні, коли він служив у 1-й окремій карпатській бригаді, його було нагороджено британськими медалями.
Пан Крачковський загинув у 1941 на затопленому ворогами кораблі під час евакуації з Тобруку. У той час його дружина та діти не отримали жодного офіційного повідомлення про його загибель. Лише після війни його друг, котрий втратив зв'язок із сім'єю товариша, повідомив його вдові цю сумну звістку.